# Ngombol (plaats)
Ngombol is een bestuurslaag in het regentschap Purworejo van de provincie Midden-Java, Indonesië. Ngombol telt 731 inwoners (volkstelling 2010).